# Maurice FitzGerald, 6.º Duque de Leinster
Maurice FitzGerald, 6.º Duque de Leinster (1 de março de 1887 – 4 de fevereiro de 1922), com o título de Marquês de Kildare até 1893, foi o filho mais velho de 5.º Duque de Leinster e da sua esposa, a antiga Hermione Wilhelmina Duncombe, filha do 1.º Conde de Feversham.

## Biografia
Nascido no Castelo de Kilkea, nunca se casou, mas foi educado no Eton College. Tornou-se duque e herdou os títulos associados após a morte do pai por febre tifóide em 1893, aos 42 anos; a sua mãe faleceu de tuberculose em 1895, aos 30 anos.
O Duque teve três irmãos:
- Uma irmã (nascida em 1885 – falecida a 5 de fevereiro de 1886);
- Lord Desmond FitzGerald (1888–1916);
- Edward FitzGerald, 7.º Duque de Leinster (1892–1976), cujo pai biológico alegadamente teria sido Hugo Charteris, 11.º Conde de Wemyss.[3]

Durante a sua menoridade, as vastas propriedades da família no Condado de Kildare foram vendidas em novembro de 1903 pelos seus administradores a 506 arrendatários através da Comissão de Terras. Algumas das terras tinham um título que remontava à Invasão normanda da Irlanda em 1171. Os 45.000 acres foram vendidos por £766.000, uma quantia considerável para a época, mas que teve de cobrir custos, algumas hipotecas e £272.000 destinados a fundos fiduciários para os filhos mais novos sobreviventes do 4.º duque.

## Doença mental e morte
O 6.º Duque foi descrito como tendo uma saúde frágil desde a infância e, no dia anterior ao seu 21.º aniversário, em 1908, um jornal observou que ele era "pouco conhecido em Londres", devido à "forma cuidadosa como teve de viver". Na realidade, o jovem Duque era, à época, paciente do Craig House, um hospital psiquiátrico em Edimburgo, Midlothian, Escócia. Lá, viveu numa vila privada, assistido por um mordomo, de 1907 até à sua morte em 1922.
De 1908 até à sua morte, John Donald Pollock serviu como seu médico pessoal e confidente.